# Ringer-Bundesliga 2024/25
Die Ringer-Bundesliga 2024/25 (offiziell DRB „BIRTAT“ 1. Bundesliga) ist die 61. Saison in der Geschichte der Ringer-Bundesliga. Die Liga ist in zwei Staffeln mit insgesamt 13 Mannschaften aufgeteilt, die in einer Vor- und einer Endrunde um die deutsche Meisterschaft kämpfen. Die Saison begann am 14. September 2024 und endete am 25. Januar 2025 mit dem Finalrückkampf. In den Finalkämpfen setzten sich die Ringer des ASV Schorndorf gegen SC Siegfried Kleinostheim durch und gewannen den zweiten Mannschaftstitel nach 1975.

## Staffeleinteilung
Im Vergleich zur Vorsaison erfolgte die Staffeleinteilung in Nord und Süd statt West und Ost:
Staffel Nord
- KSC Germania 07 Hösbach
- SC Siegfried Kleinostheim
- KSV Köllerbach
- ASV Mainz 88
- KSK Konkordia Neuss
- KSV Witten 07

Staffel Süd
- KG Baienfurt-Ravensburg 1
- SV Wacker Burghausen (amtierender deutscher Meister)
- Red Devils Heilbronn
- AC Lichtenfels
- ASV Schorndorf
- ASV Urloffen
- SVG 04 Weingarten (Aufsteiger 2. Bundesliga Süd)